# 시경

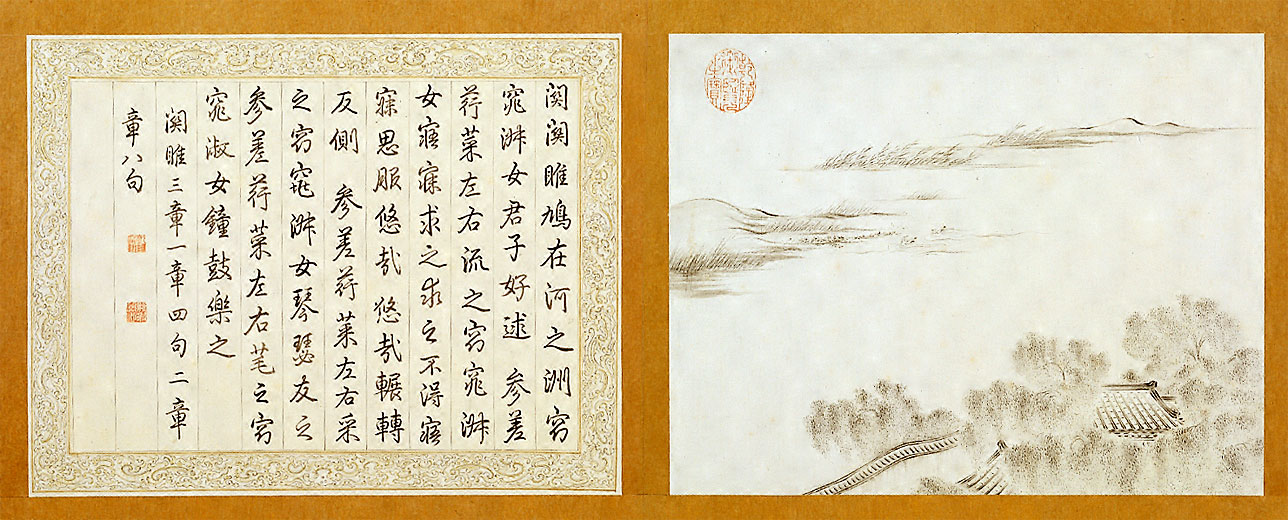

《시경(詩經)》은 중국 최초의 시가집이다. 서주의 말기로부터 동주에 걸쳐(기원전 9세기 ~ 기원전 7세기) 완성된 시집으로 305편이 수록되어 있다. 공자가 문하의 제자를 교육할 때, 주나라 왕조의 정치적 형태와 민중의 수용 태도를 가르치고 문학·교육에 힘쓰기 위하여 편집한 것으로 알려져 있다. 《시경》은 전한시대에 〈제시(齊詩)〉·〈노시(魯詩)〉·〈한시(韓詩)〉·〈모시(毛詩)〉 라는 네 가지 종류의 책이 나왔지만, 오늘날 남은 것은 그중의 모시뿐이어서 별도로 모시라 하기도 한다.
처음에는 시(詩)라고만 불리었으며, "시"라는 말의 어원은 여기서 나왔다. 주나라때 편찬되었다 하여 주시(周詩)라고도 하다가 당나라 때 와서 오경의 하나에 포함되면서 시경이라고 불리게 되었다.
여기에 실린 노래들은 철기(鐵器)의 보급으로 농경문화가 비약적으로 발전하고 봉건제가 정착되어 사상과 예술이 처음으로 피던 주왕조 초에서 전국(戰國) 중기에 불렸다. 분포 지역은 황하(黃河)를 중심으로 한 주나라 직할 경역이었으리라 추정된다.

## 구성
311편의 고대 민요를 '풍(風)', '아(雅)', '송(頌)'의 3부로 나누어서 편집하였다. 그중 6편은 제명(題名)만 있을 뿐 어구를 갖고 있지 않기 때문에 가사가 있는 것은 305편이다.
'풍(風)'이라는 것은 각국의 여러 지역에서 수집된 160개의 민요를 모은 것이요, '아(雅)'라는 것은 연석(宴席)의 노래로, 다시 소아(小雅)와 대아(大雅)로 구분된다. 소아 74편과 대아 31편은 조정에서 불렸던 것으로 알려져 있다. '송(頌)' 40편은 왕조·조상의 제사를 지낼 때의 노래라고 여겨진다. 어느 것이든 고대의 이름없는 민중이나 지식인의 노래이다.
주(周)는 제13대 평왕 때에 도읍을 호경(鎬京)으로부터 하남성(河南省)의 낙양으로 옮겼는데(기원전 770년), 그때 일을 노래한 것이 있다. 주실 동천(周室東遷) 이전, 즉 서주(西周)의 것으로는 제11대 선왕(宣王, 재위 : 기원전 827년 ~ 기원전 782년) 시대의 노래로 보이는 것이 있다. 그것이 《시경》 중의 옛 부분이다. 주 왕조(周王朝) 창업의 모습을 노래한 것도 있으나 그것들도 선왕기(宣王期) 무렵에 만들어진 것이라고 생각된다. 전설에 의하면 주왕조 초기인 문왕·무왕시절의 노래가 있다고 한다. 그것을 사실이라고 그대로 믿을 수는 없지만 현존하는 중국의 가장 오래된 가요를 모은 것이 된다. 공자는 고대의 가요를 통해서 당시 정치·사회의 모습을 생각하게 하려고 했던 것으로 추측되기도 한다.
'풍(風)'에는 애정의 노래라든가 일하는 노래, 유랑의 노래 등이 많으나, '아(雅)' 또는 '송(頌)'에는 천(天)의 사상에 근거하여 주왕조를 찬양한 것이 있다. 또 천은 백성들에게 재앙을 내리는 것이라 믿고 천을 원망하여 천의 권위의 붕괴를 노래한 것도 많다. 천의 권위의 붕괴를 말하는 것은, 위정자의 입장에서 기록된 《시경》에서는 찾아 볼 수 없다. 따라서 주왕조를 뒷받침하고 있던 천(天)의 사상에 대한 무명의 민중이나 지식인의 비판의 소리를 엿들을 수 있다. 천(天)은 지정공평(至正公平)하지 못하다는 원성(怨聲)은 바로 주 왕조의 권위에 대한 피지배층의 비판이다.

## 목차
| 국풍(國風) | 국풍(國風)    | 국풍(國風)   | 총 160편 |
|            | 한자          | 한글         | 번호     |
| 01         | 周南          | 주남         | 001-011  |
| 02         | 召南          | 소남         | 012-025  |
| 03         | 邶風          | 패풍         | 026-044  |
| 04         | 鄘風          | 용풍         | 045-054  |
| 05         | 衛風          | 위풍         | 055-064  |
| 06         | 王風          | 왕풍         | 065-074  |
| 07         | 鄭風          | 정풍         | 075-095  |
| 08         | 齊風          | 제풍         | 096-106  |
| 09         | 魏風          | 위풍         | 107-113  |
| 10         | 唐風          | 당풍         | 114-125  |
| 11         | 秦風          | 진풍         | 126-135  |
| 12         | 陳風          | 진풍         | 136-145  |
| 13         | 檜風          | 회풍         | 146-149  |
| 14         | 曹風          | 조풍         | 150-153  |
| 15         | 豳風          | 빈풍         | 154-160  |
|            |               |              |          |
| 소아(小雅) | 소아(小雅)    | 소아(小雅)   | 총 74편  |
|            | 한자          | 한글         | 번호     |
| 01         | 鹿鳴之什      | 녹명지습     | 161-170  |
| 02         | 白華之什      | 백화지습     | 170-175  |
| 03         | 彤弓之什      | 동궁지습     | 175-185  |
| 04         | 祈父之什      | 기부지습     | 185-195  |
| 05         | 小旻之什      | 소민지습     | 195-205  |
| 06         | 北山之什      | 북산지습     | 205-215  |
| 07         | 桑扈之什      | 상호지습     | 215-225  |
| 08         | 都人士之什    | 도인사지습   | 225-234  |
|            |               |              |          |
| 대아(大雅) | 대아(大雅)    | 대아(大雅)   | 총 31편  |
|            | 한자          | 한글         | 번호     |
| 01         | 文王之什      | 문왕지습     | 235-244  |
| 02         | 生民之什      | 생민지습     | 245-254  |
| 03         | 蕩之什        | 탕지습       | 255-265  |
|            |               |              |          |
| 송(頌)     | 송(頌)        | 송(頌)       | 총 40편  |
|            | 한자          | 한글         | 번호     |
| 01         | 周頌          | 주송         | 266-296  |
| 01a        | -清廟之什     | 청묘지습     | 266-275  |
| 01b        | -臣工之什     | 신공지습     | 276-285  |
| 01c        | -閔予小子之什 | 민여소자지습 | 286-296  |
| 02         | 魯頌          | 노송         | 297-300  |
| 03         | 商頌          | 상송         | 301-305  |

## 같이 보기
- 서경

## 서지 사항
- 김학주 역, 새로 옮긴 시경, 명문당, 2010
- 정상홍 역, 시경, 을유문화사, 2014